# Shuanglin-Tempel

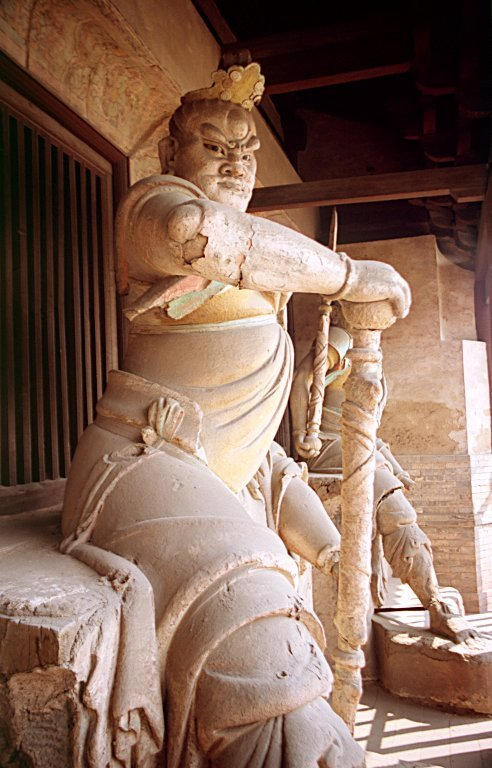

Der Shuanglin-Tempel (chinesisch 双林寺, Pinyin Shuānglín sì, englisch Shuanglin Temple) ist ein buddhistischer Tempel aus der Zeit der Ming-Dynastie im Dorf Qiaotou des Kreises Pingyao der chinesischen Provinz Shanxi. Er geht auf ältere Ursprünge zurück.
Der Tempel ist für seine Skulpturen aus bemaltem Ton berühmt.
Der Shuanglin-Tempel (Shuanglin si) steht seit 1988 auf der Liste der Denkmäler der Volksrepublik China (3-120).

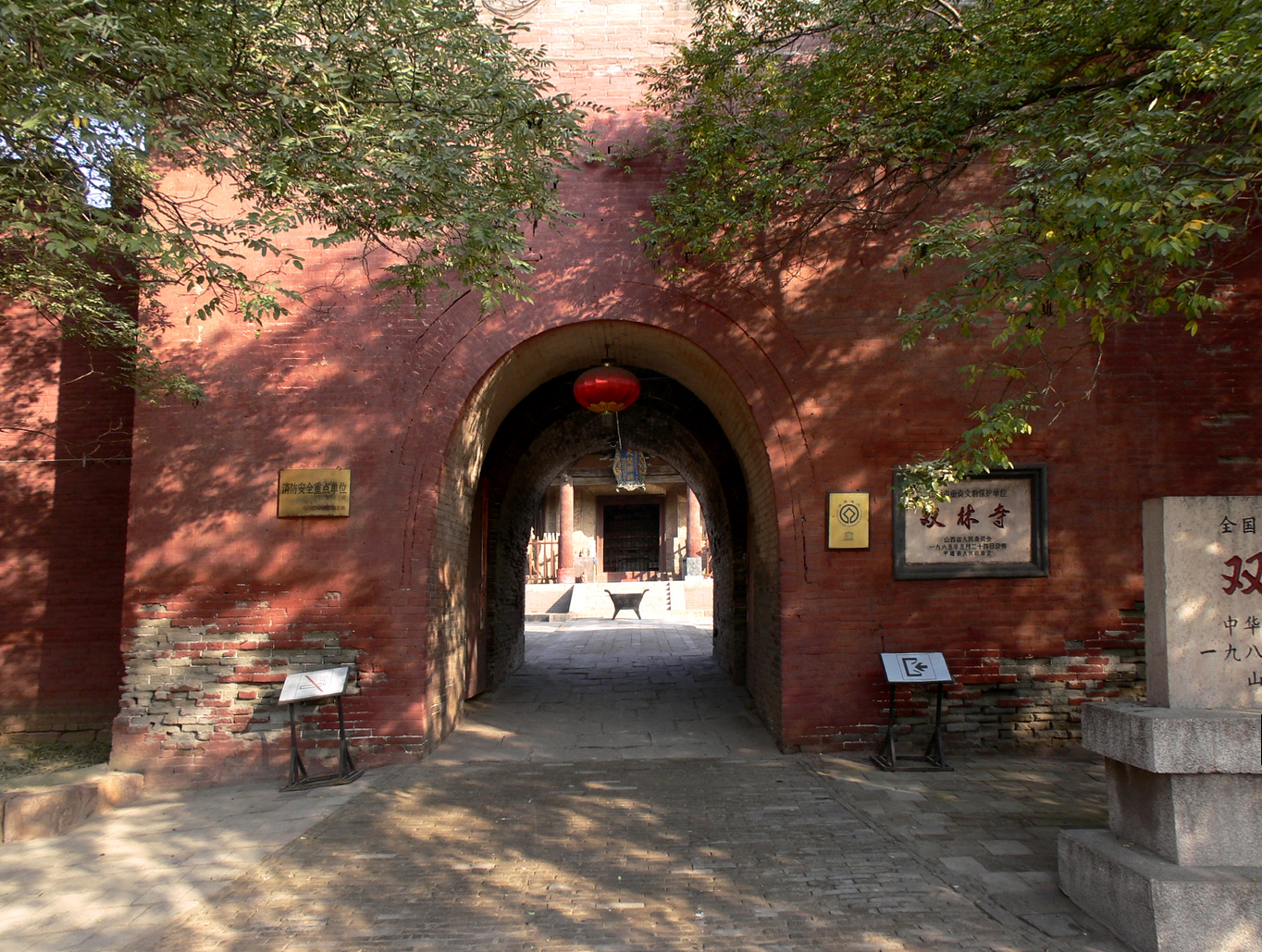
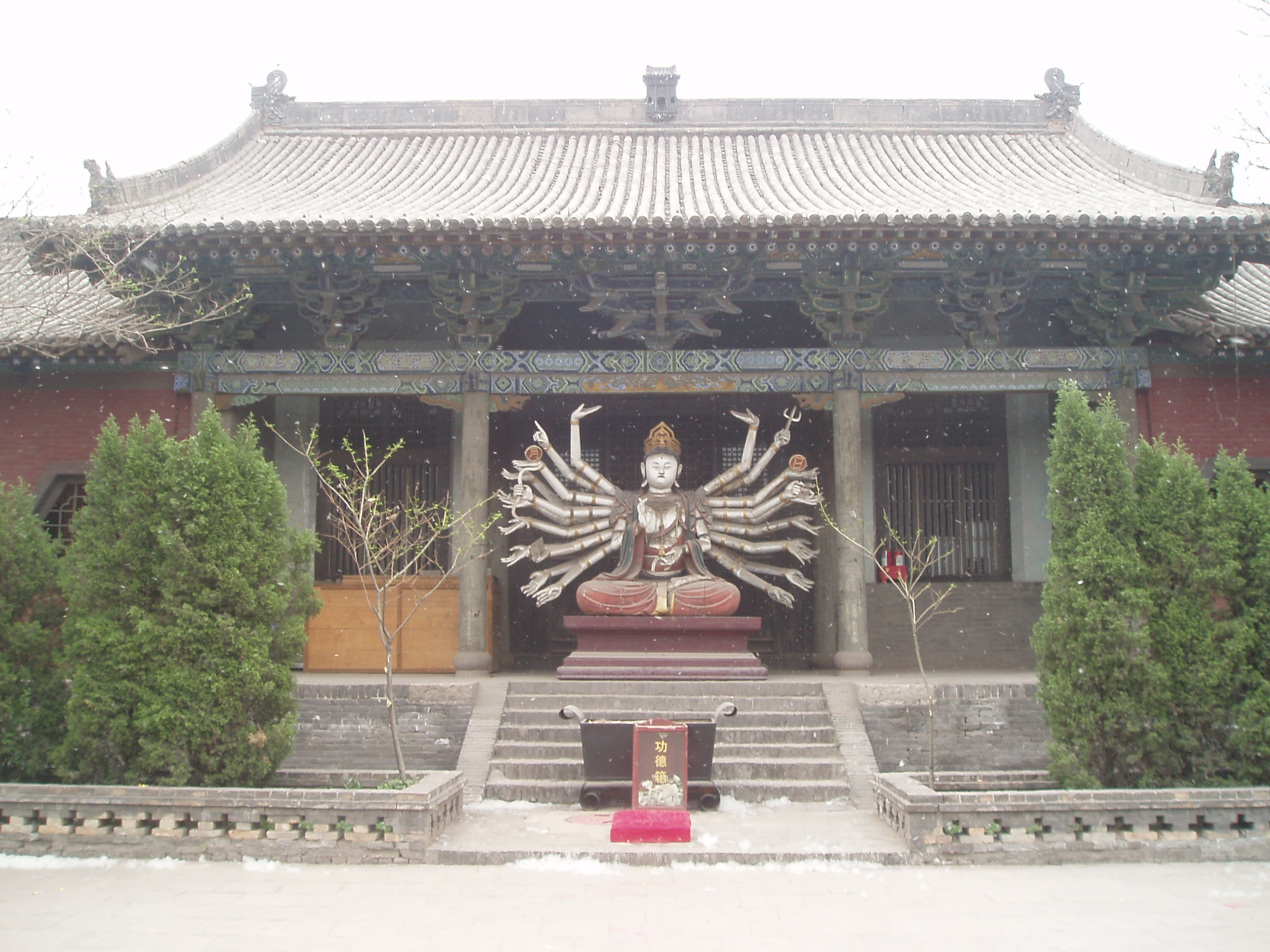
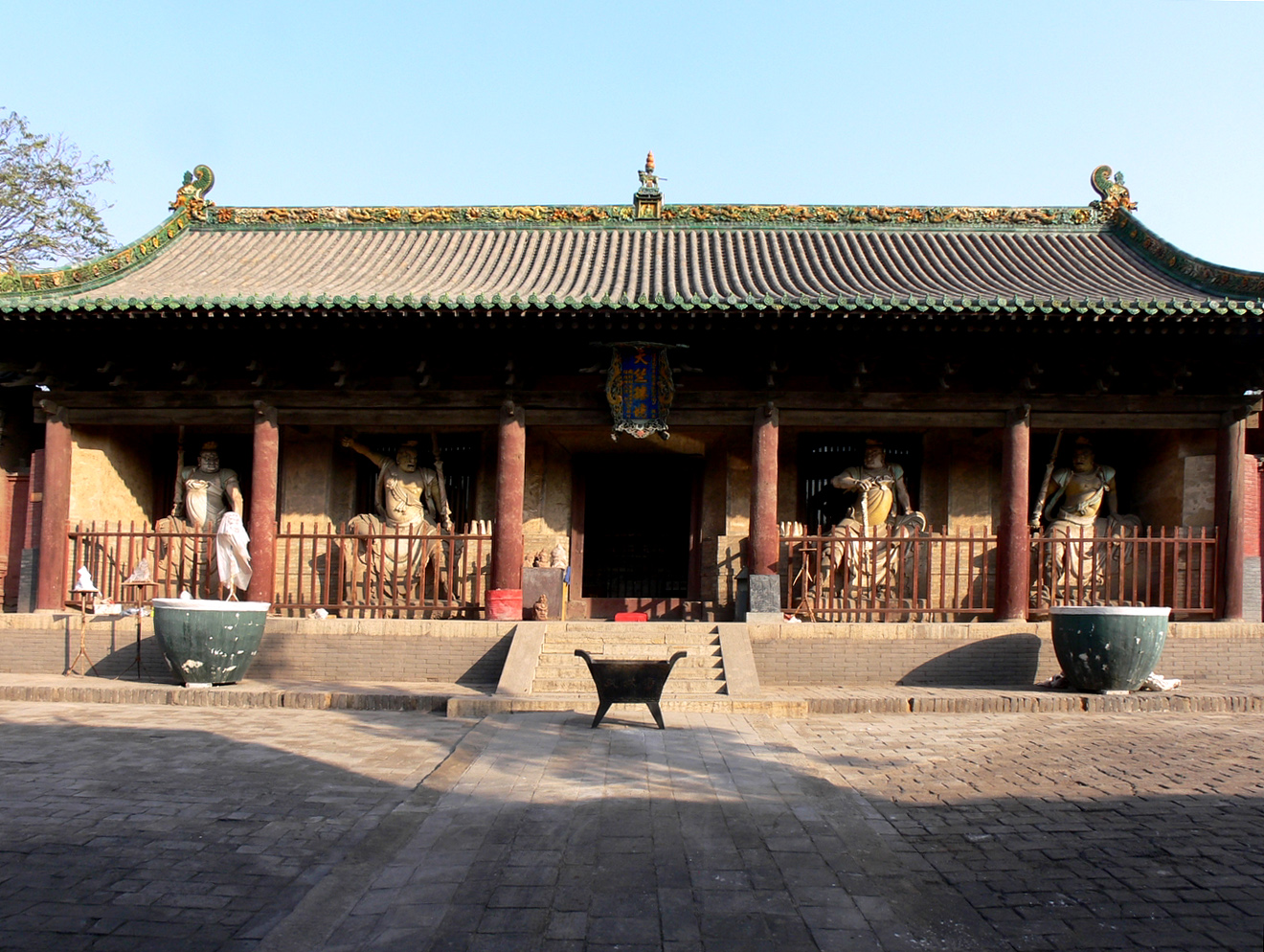
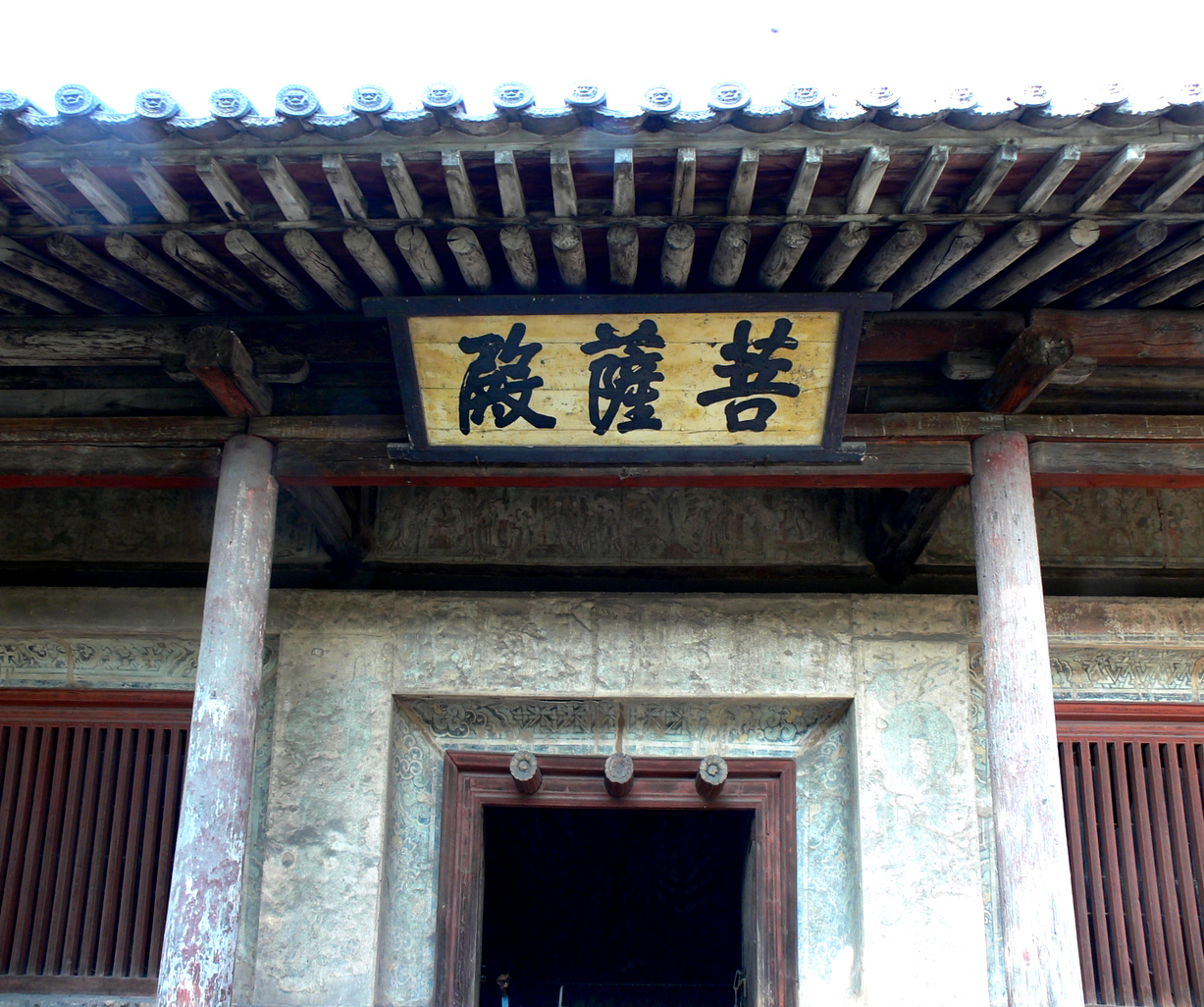
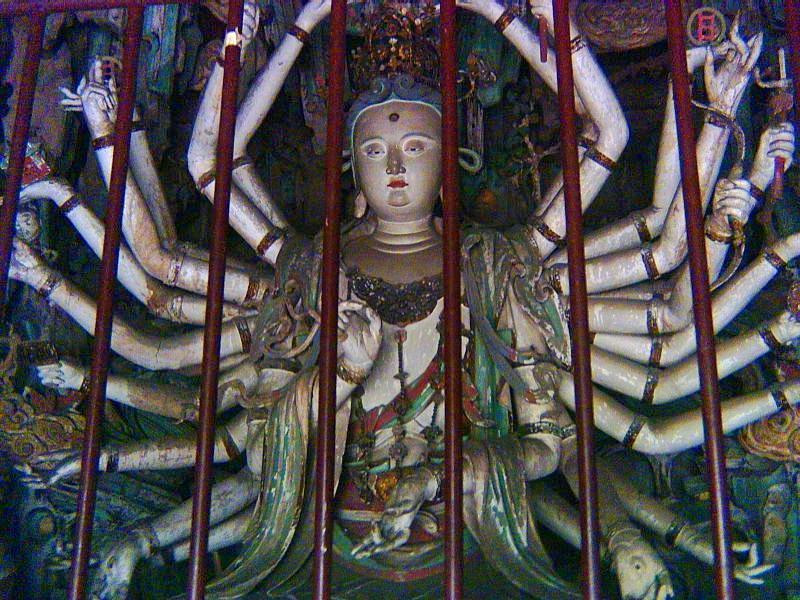
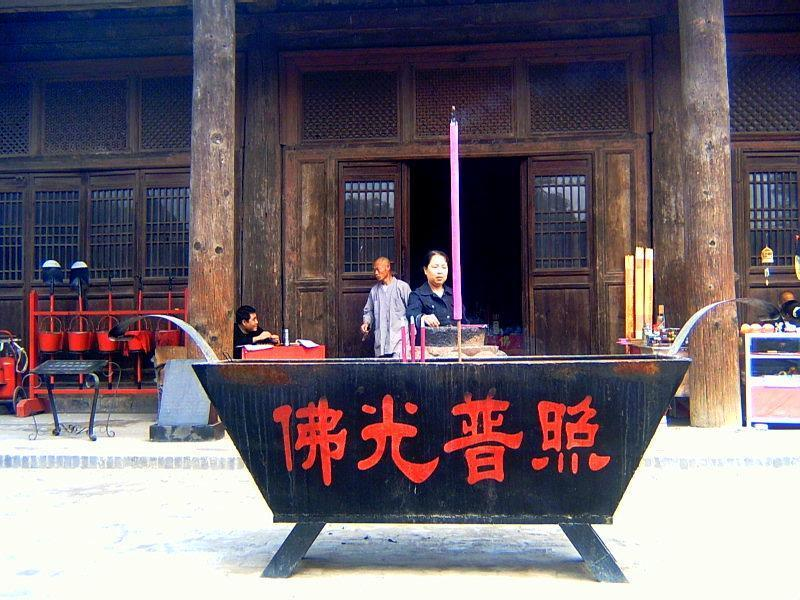